# Opera IX
Opera IX je italská black metalová kapela s vlivy gothic metalu, doom metalu a death metalu, která byla založena roku 1988 ve městě Biella v oblasti Piemont. Mezi hlavní témata skupiny patří okultismus, černá magie, pohanství.
První demo Gothik vyšlo v roce 1990, první studiové album s názvem The Call of the Wood v roce 1995.

## Diskografie

### Dema
- Gothik (1990)
- Demo '92 (1992)

### Studiová alba
- The Call of the Wood (1995)
- Sacro Culto (1998)[2]
- The Black Opera: Symphoniae Mysteriorum in Laudem Tenebrarum (2000)
- Maleventum (2002)
- Anphisbena (2004)
- Strix - Maledictae in Aeternum (2012)[3]

### EP
- The Triumph of the Death (1993)

### Kompilace
- The Early Chapters (2007)

### Video
- The Triumph of the Death (1994)
- Live at Babylonia (1998)
- Mythology XX Years of Witchcraft (2008)